# Schlieffenův plán

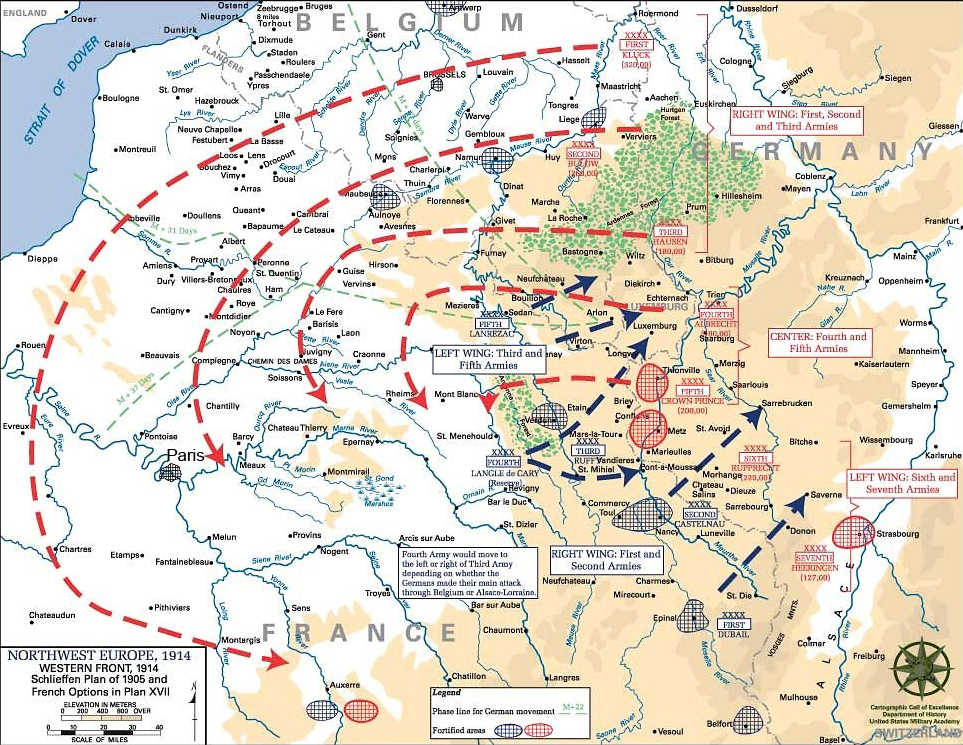
Základní schéma Schlieffenova plánu

Schlieffenův plán je označení německé útočné strategie, která měla v případě konfliktu na dvou frontách (s Ruskem a Francií) zajistit rychlé vítězství na západní frontě a uvolnit tak německou armádu pro akci na východě, kde se kvůli ruské rozloze očekával vleklý konflikt. Tento strategický koncept se od svého vzniku radikálně měnil.

## Sjednocení Německa
Před sjednocením Německa v roce 1871 vedla pruská armáda tři vítězné krátké války proti Dánsku (druhá šlesvická válka), Rakousku (prusko-rakouská válka) a Francii (prusko-francouzská válka). Tyto úspěchy vedly k vysoké reputaci německé armády a německý generální štáb byl široce obdivován a často nazýván Mekkou militarismu.
Navzdory vítězným válkám měl Helmuth von Moltke starší, náčelník generálního štábu během sjednocení Německa, silné obavy, jestli budoucí války budou moci být vedeny stejným způsobem, tedy důrazem na ofenzivní (útočnou) akci.
Preventivní války byly v očích Moltkeho a většiny starších důstojníků německé armády nejlepším způsobem zajištění německé prosperity a úspěchu. Německo věřilo, že je jako mladý stát obklíčeno nepřáteli a čelilo hrozbě vedení války na dvou frontách. Vzhledem k síle těchto nepřátel bylo podle většiny německých důstojníků jedinou nadějí porazit alespoň jednoho nepřítele rychlou ofenzivní akcí, než obrátí pozornost na druhého.

## Počátky Schlieffenova plánu
Největší otázkou a výzvou bylo, jak vést úspěšnou ofenzivní válku v době, kdy palebná síla a mobilita jednotek, zejména díky železnici, tak moc favorizovala obránce. Palebná síla pěchoty v kombinaci s jen základním opevněním dokázala zastavit skoro jakýkoliv útok, zatímco železnice, pokud byly navrženy k umožnění rychlého pohybu vojsk, umožňovaly obránci přesunout jednotky do ohroženého sektoru dříve, než tam útočník stačil napochodovat pěšky.
Na rozdíl od francouzských a ruských důstojníků neměli němečtí důstojníci tolik víry v drahé frontální útoky a namísto toho Moltke a další navrhovali, že hlavním cílem by mělo být protivníka obejít a napadnout silně opevněnou pozici z týlu nebo se jí úplně vyhnout. Pokud se nepřítel nacházel v připravené defenzivní (obranné) pozici, na armádní i sborové úrovni měl vždy být učiněn pokus takovou pozici obejít.
Nejnebezpečnější kombinací německých nepřátel byla francouzsko-ruská aliance. Po prusko-francouzské válce navrhl v případě takové války Moltke st. rychlou kampaň proti Francii s tím, že dosažení stejného úspěchu proti Rusku by bylo složitější. Počítal s pravděpodobností, že by se ruské armády stáhly na východ stejně jako v případě Napoleonova tažení.
V roce 1879 se Moltkeho úvaha změnila. Francouzská opevnění podél společné hranice šanci na rychlé, rozhodné vítězství značně snížily. Rovněž ruská vojenská přítomnost v Polsku byla značně posílena, což umožňovalo rozsáhlý ruský útok do Německa ve chvíli, kdy by německá armáda dobývala Francii. Ruská koncentrace v Polsku ale rovněž vytvořila pro Němce lákavý cíl. V důsledku toho Moltke nyní favorizoval defenzivní postavení na západě, zatímco německé jednotky obklíčí a zničí ruské jednotky v oblasti Varšavy.
Avšak s narůstající ruskou vojenskou přítomností kolem Varšavy v nadcházeních letech se i šance na tento úspěch radikálně snížila. Moltke nyní dále favorizoval útok do Ruska, zatímco omezené německé síly zadrží Francouze, avšak připustil, že pro dosažení rozhodného zničení ruských vojsk v Polsku bude potřeba hlubšího postupu na východ. To bude samozřejmě trvat déle, což zvyšovalo nebezpečí francouzského vítězství na západě.

## Alfred von Schlieffen
Moltke starší odešel v roce 1888 do výslužby a byl nahrazen jeho zástupcem Alfredem von Walderseem, zarytým zastáncem preemptivních válek. Po mnoha slovních roztržkách s císařem Vilémem II. učinil Waldersee tu chybu, že během cvičení císařova vojska porazil, za což byl okamžitě z postu náčelníka generálního štábu odvolán. Jeho nástupcem se stal Alfred von Schlieffen.
Padesátiletý Schlieffen rovněž sdílel názor, že je Německo obklíčeno nepřáteli, a že Británie, Francie, Itálie a Rusko připravují koncentrovaný útok na Centrální mocnosti. Za jediný přijatelný výsledek jakékoliv války považoval jen absolutní vítězství, neboť jen částečný úspěch by podle něj vedl k budoucím válkám. Takové absolutní vítězství by bylo defenzivním postavením nedosáhnutelné a tak podle něj měla německá armáda plánovat a provádět velké ofenzivní akce s cílem vynutit si rychlý, rozhodný výsledek. Odmítal užití diplomacie jako nástroje pro řešení problémů a například předpokládal, že britské síly budou skoro jistě použity proti Německu v případě německé války proti Francii.
Schlieffen stejně jako Moltke věřil, že nižší důstojníci mají na nastalou situaci reagovat nezávisle na svých nadřízených, avšak na rozdíl od Moltkeho se pro všechny předvídatelné problémy snažil najít standardizovaná řešení, aby starší důstojníci mohli předvídat, jak nižší velitelé zareagují.
Německá snaha vést rozhodné ofenzivní války, obejít a obklíčit nepřítele a vyhnout se opevněným místům však učinila německé plány předvídatelné. Francouzská opevnění v Alsasku a Lotrinsku byla prakticky neproniknutelná a budou muset být obejita. Jedinou možností takového obchvatu bude postup přes Belgii a možná Nizozemsko. I když takové jednání možná přivede do války Británii, britská účast byla podle Schlieffena stejně nevyhnutelná, takže respektování belgické neutrality nepřikládal žádnou váhu.
Schlieffen vyvodil, že kvůli síle francouzských opevnění budou muset Němci nechat Francouze přejít do útoku, aby byli vylákáni ze silných defenzivních pozic, zatímco německá armáda dosáhne rychlého vítězství proti Rusku v oblasti Varšavy, jak plánoval Moltke st. Avšak jak síla ruských opevnění kolem Varšavy sílila, Schlieffen tento postup zavrhl.

## Od Ruska k Francii
V domnění, že Francouzi provedou stejný obchvatný manévr, vyvodil, že francouzské jednotky v budoucí válce využijí belgického území pro obejití německých defenzivních pozic. V kombinaci s vlastní touhou vést rychlou obkličovací válku začal Schlieffen pracovat na plánu útoku skrze Belgii. Na východě se budou německé jednotky bránit jakémukoliv ruskému útoku do chvíle, než z Francie dorazí čerstvé posily. Jinými slovy byla priorita z Ruska převedena na Francii.
Sám Schlieffen však uznal, že německá armáda nebyla na provedení plánu dostatečně velká, a že belgické cesty byly pro potřebnou rychlost pochodu nevyhovující. Navzdory tomu neměl kvůli francouzsko-ruské alianci Schlieffen jinou šanci, než pro takový útok položit základy.
Hlavním cílem Schlieffenova plánu bylo prorazit přes Nizozemsko, Belgii a Lucembursko do severní Francie, odkud se měla vojska stočit na jih, dobýt Paříž a vpadnout do zad francouzské armádě na francouzsko-německé hranici. Postup měl být učiněn co nejrychleji, jakékoliv velké překážky měly být okamžitě obejity a veškerá opozice rychle a rozhodně poražena. Pravé křídlo útoku (v Nizozemsku) mělo být sedmkrát silnější než levé a po dosažení severní Francie mělo „spadnout na nepřítele na jihu jako kladivo“. 

## Helmuth von Moltke mladší
Schlieffen odešel do výslužby v roce 1906 a jeho nástupcem se stal Helmuth von Moltke mladší. Ten stejně jako jeho předchůdci sdílel strach z obklíčení nepřáteli a byl velkým podporovatelem preemptivních válek. Moltke opakovaně naléhal na zahájení takové války s odůvodněním, že čím později k válce dojde, tím budou němečtí nepřátelé silnější, a tím menší šanci na vítězství Německo bude mít. Moltke mladší stejně jako Schlieffen zavrhl možnost rychlého vítězství proti Rusku a soustředil hlavní útok na Francii. Navzdory tomu počítaly německé plány s rozmístěním silných uskupení proti Rusku až do roku 1913, kdy byly změněny na rozmístění většiny armády proti Francii. Jen německá 8. armáda o síle devíti divizí, která bude později posílena na třináct pěších divizí a jednu jízdní divizi, bude nasazena ve východním Prusku.
Moltke rovněž počítal s možností ruské neutrality a v takovém případě by byla 8. armáda přesměrována na západ do bojů proti Francii. Důležitější však je, že nebyly navrženy žádné plány pro válku proti Rusku bez rozmístění většiny jednotek proti Francii. Jinými slovy Moltke nepočítal s možností, že by v případě německo-ruské války zůstala Francie neutrální.
Helmuth von Moltke mladší vyloučil v případě postupu do Belgie útok přes Nizozemsko v obavě, že by se nizozemská armáda mohla bez boje stáhnout na severozápad k moři a odtamtud ohrožovat křídlo postupujících německých armád. Namísto toho bylo posíleno levé křídlo rozmístěné ve Francii, což Moltke považoval kvůli rostoucí síle francouzské armády za nezbytné.  

## Německé jednotky ve východním Prusku
Síla plně mobilizované německé armády v roce 1914 čítala 1 191 praporů, z niž měla být drtivá většina nasazena proti Francii. Německá 8. armáda měla šest bojových divizí a dvě záložní. K nim dostala tři divize rezervistů ve věku nad třicet let a dvě brigády týlových sil, které měly jen minimální výcvik.
Standardní německá divize se skládala ze dvou pěších brigád z nichž každá měla dva pěší pluky. Každý pluk měl tři pěší prapory. K tomu měla divize dělostřeleckou brigádu, která se skládala ze dvou dělostřeleckých pluků. Během míru měla rovněž jízdní brigádu složenou ze dvou jízdních pluků, avšak při vyhlášení mobilizace byly tyto brigády od pěší divize staženy a zformovaly se do samostatné jízdní divize.
Třináct pěších a jedna jízdní divize ve východním Prusku měly k dispozici 774 kusů dělostřelectva. Toto uskupení tvořilo 8. armádu, která byla rozdělena do třech armádních sborů, které byly rozmístěny v Gdaňsku, Královci a Olštýnu (Danzig, Konigsberg a Allenstein). Tři armádní sbory 8. armády měly 158 pěších praporů a 78 jízdních eskadron. Velitelem 8. armády byl generálplukovník Maximilian von Prittwitz. I. sboru v Královci velel generál Hermann von Francois. XVII. sboru v Gdaňsku velel generál August von Mackensen a XX. sboru v Olštýnu velel generál Friedrich von Scholtz.
K opevněním kolem Mazurských jezer, která efektivně rozdělovaly frontu vedví, vystavěli Prusové řadu pevností kolem Královce, které byly v posledních letech modernizovány. Další pevnosti byly přítomny na řece Visle. Spolu s flexibilitou poskytnutou německými železnicemi vstupovala německá 8. armáda do války s vysokým sebevědomím. Díky tomu, že Rusové nesoustředili všechny své síly proti východnímu Prusku, ale proti Rakousko-Uherské říši, 8. armáda měla být schopna zadržet do porážky Francie jakýkoliv ruský útok bez toho, aniž by ztratila příliš území.